# Lavskrika
Lavskrika (Perisoreus infaustus) är en kråkfågel som förekommer i lavklädd barrskog från Norge till östra Sibirien, och är en utpräglad stannfågel inom sitt utbredningsområde. Den är en liten kråkfågel, den minsta i västra palearktis, som känns igen på sin gråbruna yviga fjäderdräkt och på sin klart roströda färg på vingteckningarna, stjärten, och övergumpen. Lavskrikan är känd för att vara mycket orädd och söker sig ofta till människor i skogen för födosök. Den har också spelat en viktig roll i folktro. Lavskrikan är Norrbottens landskapsdjur.

## Utseende, fältkännetecken och läte

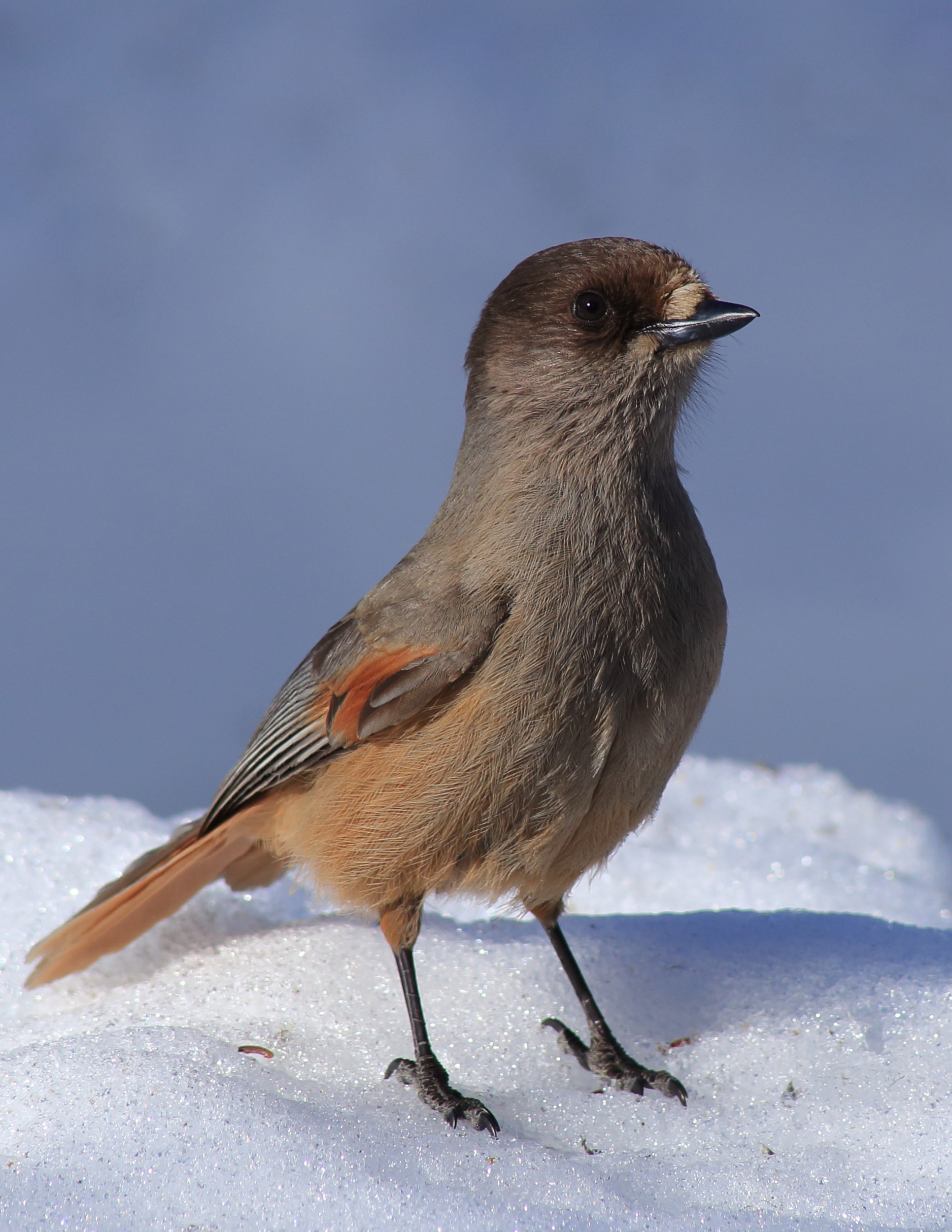

Lavskrikan är mindre än de flesta kråkfåglarna, och den minsta i västra palearktis. Den har en genomsnittlig längd på 26–29 centimeter, ett vingspann på 40–46 centimeter, en ålder på åtta till tio år och vikt på 80–95 gram. Den är betydligt mindre än sin släkting nötskrika och något större än björktrast. Dess mycket yviga fjäderdräkt är gråbrun med en brunsvart hjässa och roströd övergump, liksom stjärtsidorna. Mellersta pennparet på stjärten är askgrått. Även vingknogarna är klart roströda på ovansidan vilket tydligast syns i flykten. Strupen är gråaktig, den svarta näbben är liten och rätt kort och dess befjädring på näsborrarna bildar en liten beige tuss vid pannan. Ögon och tars är svarta. Könen och åldrarna är lika men honan är något mindre och juvenila lavskrikor skiljer sig med ett något brunare ryggparti och mer enfärgad fjäderdräkt. 
Flykten är smidig och tystlåten, med glidande inslag och de brukar röra sig från träd till träd. Den kan ofta påminna om en stor mes då den klänger upp och ned i grenarna.

### Läte
Lavskrikan är mestadels tystlåten men den har trots det ett mycket brett register och många läten liknar nötskrikans. Ibland hörs ett kort, jamande geä, ett uppåtböjt kui samt ett något tunnare kiij.  När fågeln är upprörd kan den låta höra ett skränande, ljudligt krääh eller gäääh; båda lätena har många likheter med nötskrika men lavskrikans läten är spädare. Lavskrikans sång utgörs av en sällan hörd, jamande, kvittrande och visslande skuggsång som endast kan höras inom cirka 20 meters avstånd. Båda könen sjunger.

## Utbredning och systematik

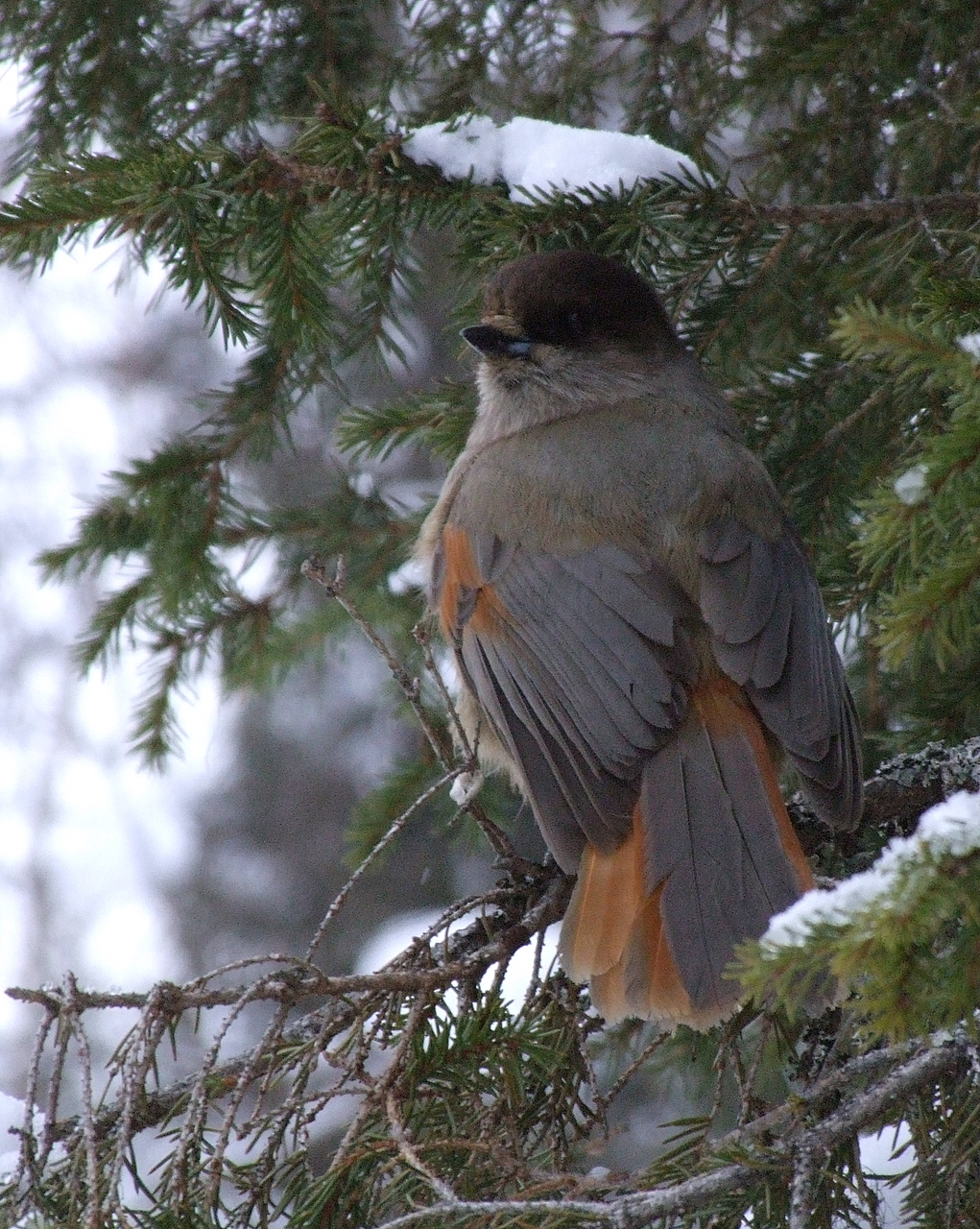
Lavskrika av nominatformen, fotograferad i Finland.

Lavskrikan var en av de arter som Linné ursprungligen beskrev i sin Systema Naturae från 1700-talet. Han placerade den i gruppen med kråkfåglar under namnet Cractes infaustus.
Lavskrikan är en stannfågel som förekommer över större delen av den norra barrskogsregionen från Skandinavien, genom Ryssland österut till Stilla havet. Följande listning av underarternas utbredning följer Handbook of the Birds of the World 2017:
- västlig lavskrika[7] Perisoreus infaustus infaustus – nominatformen förekommer i Norge, Sverige, Finland, Estland och nordvästra Ryssland
- Perisoreus infaustus rogosowi, inkl. eller synonym med ostjakorum (Sushkin & Stegmann, 1929) – förekommer i norra Europeiska Ryssland norr om 64° N och österut till västra delen av Lenaflodens dalsänka
- Perisoreus infaustus yakutensis (Buturlin, 1916) – förekommer i centrala och östra Ryssland (från Jenisej och österut till Anadyrland)
- Perisoreus infaustus ruthenus (Buturlin, 1916) – förekommer i västra Ryssland (från Sankt Petersburg och österut till Tomsk i västra Sibirien), söder om rogosowi
- Perisoreus infaustus sibericus (Boddaert, 1783) – förekommer i centrala Ryssland (centrala Sibirien) och norra Mongoliet
- Perisoreus infaustus tkachenkoi (Sushkin & Stegmann, 1929) – förekommer i östra delen av sydcentrala Ryssland (Jakutsk söderut till Zhigansk vid Lenafloden och österut till mellersta Amurfloden och Stanovojbergen)
- Perisoreus infaustus opicus (Bangs, 1913) – förekommer i östra Kazakstan, nordvästra Kina (norra Xinjiang) samt sydcentrala Ryssland (Tuva, västra och centrala Altaj samt västra Sayanbergen)
- Perisoreus infaustus caudatus (Buturlin, 1913) – förekommer i nordcentrala Mongoliet och södra Buryatia i Ryssland.
- Perisoreus infaustus maritimus, inkl. sakhalinensis (Buturlin, 1915) - östra Ryssland (Amurland, Ussuriland), nordöstra Kina (nordöstra Heilongjiang) samt Sachalin

Underarten ruthenus inkluderas ibland i infaustus samt yakutensis och caudatus i sibericus. Merparten av underarterna beskrevs i början av 1900-talet av Pjotr Petrovitj Susjkin, Boris Stegmann och Sergej Aleksandrovitj Buturlin verksamma vid ornitologiska avdelningen på Zoologiska institutionen vid Rysslands Vetenskapsakademi.

### Förekomst i Sverige
Lavskrikan förekommer i Sverige i inlandet från norra Värmland, i mitten av Dalarna och nordvästra Gästrikland och norrut, men saknas i ett 20–50 kilometer brett bälte längs Norrlandskusten. Norrut (och upp i fjällkedjan) går den lika långt som granskogen.

## Ekologi

### Biotop

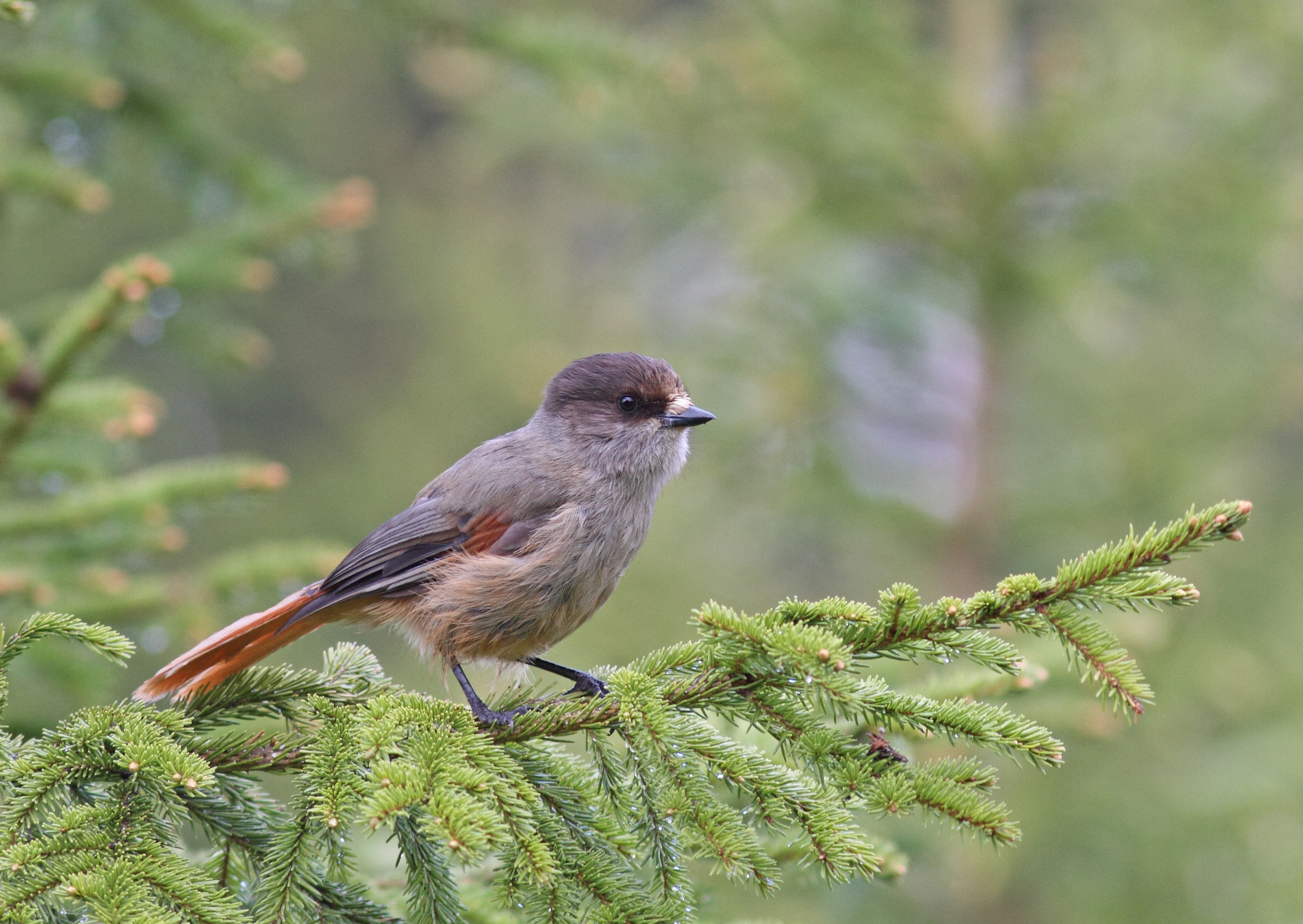
Lavskrikans trivs i gammal granskog, rik på lav.

Lavskrikan trivs i gammal granskog rik på trädlavar, arten kan dock ses i andra typer av barrskog. Gamla, slutna skogar, oftast äldre än 60 år, brukar föredras av lavskrikan, eftersom den täta skogen utgör ett gott skydd mot predatorer som exempelvis duvhök.
De adulta fåglarna tillbringar mer tid på marken och till födosök i grandominerade skogar än i skog som till större delen utgörs av högstammig tallskog. De mycket täta skogarna används mycket sparsamt, dock brukar denna delen av skog användas av nyligen utflugna fåglar.

### Häckning
Häckningen inleds från slutet av mars - början av april. Boet byggs av båda könen, och består av en grund bale av pinnar, kvistar, lavar och bark. Det är omsorgsfullt byggt, placeras ganska nära marken, tätt intill en gran, björk- eller tallstam och fodras med näver och fjädrar från olika sorters hönsfåglar som tjäder, orre och ripa. Den ses ibland plocka upp fjädrar som först placeras i barkspringor i träden, för att senare användas till bobalen.

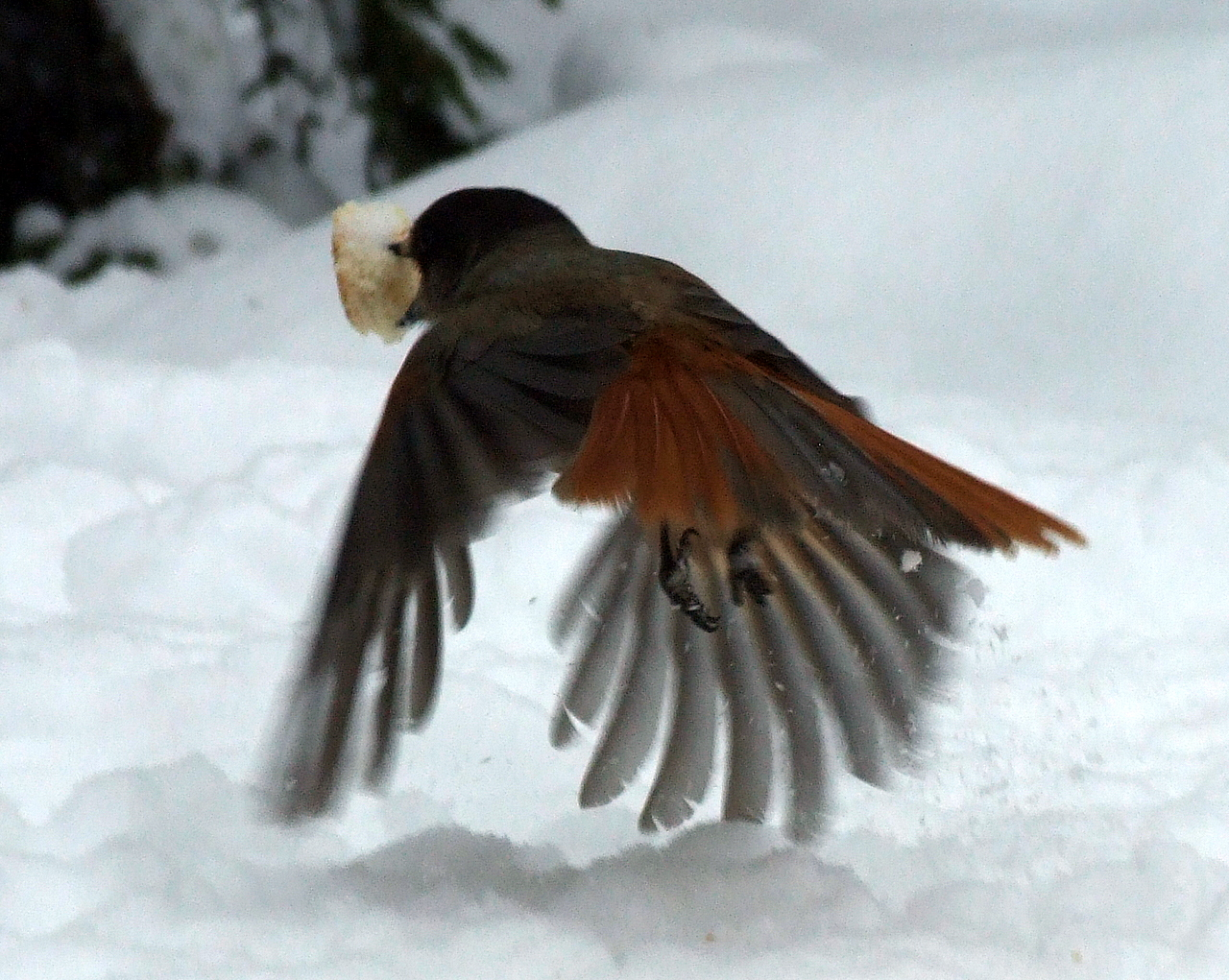
Lavskrika som flyger iväg med föda i näbben.

Honan lägger tre till fem ägg som är smutsvita med grönaktig anstrykning, tecknade med grå- och grönbruna fläckar. Ruvningen pågår i cirka 20 dagar. Båda könen matar ungarna i runt 20–24 dygn, under denna tid är fåglarna väldigt diskreta för att undgå upptäckt av boet. Kråka, korp och nötskrika är de främsta orsakerna till en misslyckad häckning, men även ekorre. Häckningsframgångarna har visat sig vara mindre i revir vid bland annat soptippar och samhällen, där andra kråkfåglar finns. Lavskrikan hade större framgång i områden med relativt tät äldre skog än i fragmenterad skog. Storleken på reviret varierar mellan 50 och 150 ha.

### Föda och födosök

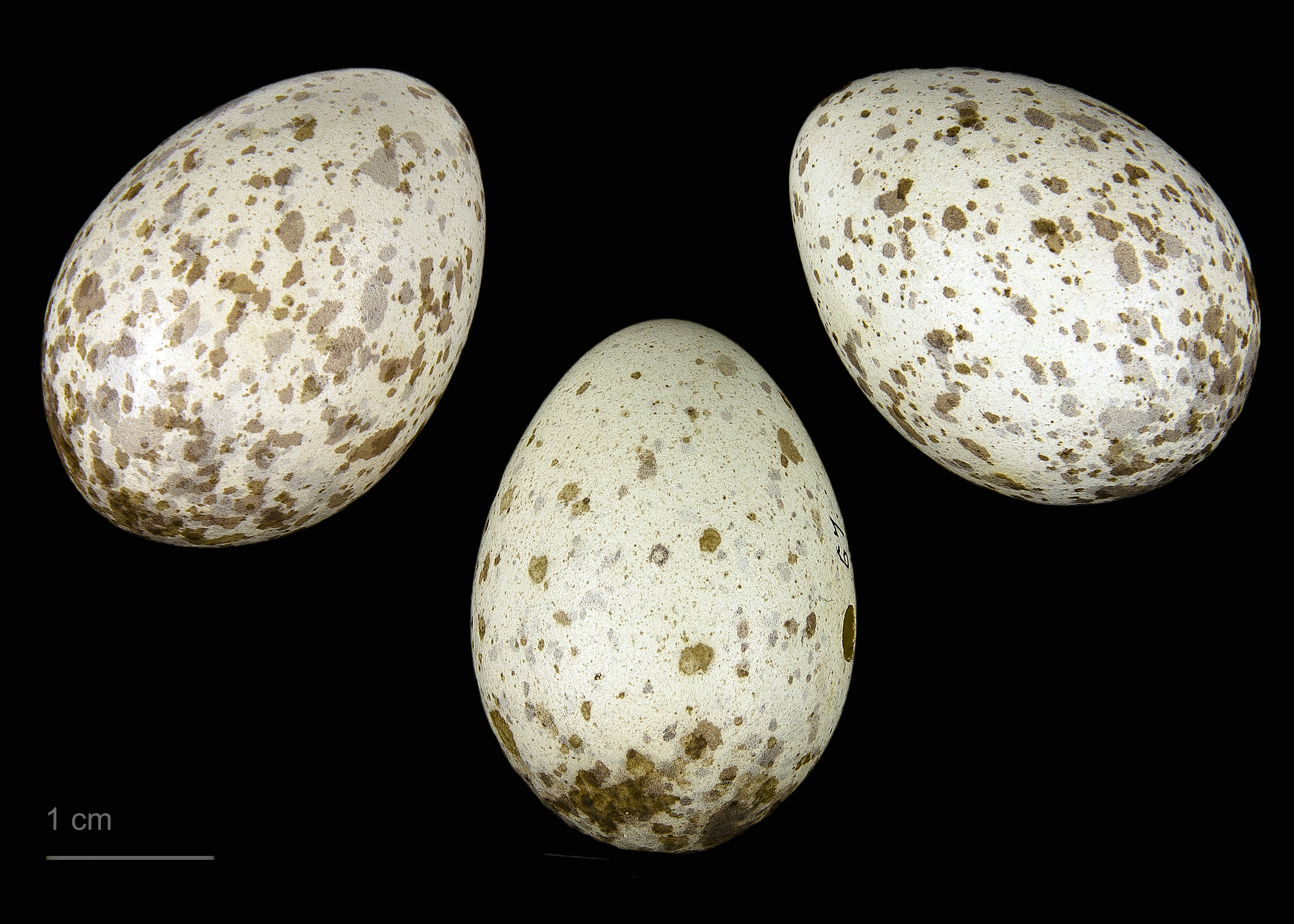
Ägg av nominatformen.

Lavskrikan är allätare och dess diet består till större delen av bär (mest blåbär), samt mindre däggdjur, insekter, fågelungar, och svamp, beroende på tillfälle och tillgång.
Från och med juli till den första snön faller, hamstrar lavskrikorna mat som de placerar på många olika ställen inför vintern. En lavskrika kan hålla reda på ca 5.000 olika förråd.  Födan samlas in individuellt och så gott som alla lavskrikor använder sig av sina egna förråd. Av samtliga matbitar som har samlats in av en lavskrika äts cirka 90%, vilket kräver en otrolig minneskapacitet.
Under högvintern sänker lavskrikan sin kroppstemperatur för att spara energi, och är mycket inaktiv.
Den är allt annat än en skygg fågel och skogsvandrare får ofta se fågeln som kan bete sig nyfiket i människors närhet. Efter bara en liten stunds bekantskap kan den vilda lavskrikan mycket väl låta sig handmatas likt en tam gråsparv.

## Status och hot
Lavskrikan har ett stort utbredningsområde, men tros minska i antal, dock inte tillräckligt kraftigt för att den ska betraktas som hotad. Internationella naturvårdsunionen IUCN listar arten som livskraftig (LC). Världspopulationen uppskattas till mellan 2,13 miljoner och 4,15 miljoner adulta individer.

### Hot och status i Sverige, Norge och Finland
Storskaligt skogsbruk missgynnar lavskrikan genom bland annat fragmentering och jämngamla skogsbestånd utan underväxt. Den svenska populationen beräknas för närvarande uppgå till mellan 31 000 och 72 000. Den misstänkts minska i antal, de senaste 30 åren med 20–40 %, men i Svensk Fågeltaxerings standardrutter varierar antalet kraftigt och ingen minskning kan skönjas de senaste 18 åren. Från att tidigare ha ansetts vara nära hotad är lavskrikan inte längre upptagen på Artdatabankens rödlista över hotade arter.
I Finland minskade lavskrikan till en tredjedel 1945–1976. Mellan 1988 och 2000 ökade den dock med 30 % i kärnområdena i norra Finland och den anses därför nu som stabil. 2011 uppskattades det finska beståndet till 40 000–80 000 par 2011 och i Norge 10 000–50 000 par 1990–2003.

## Lavskrikan och människan

### Folktro

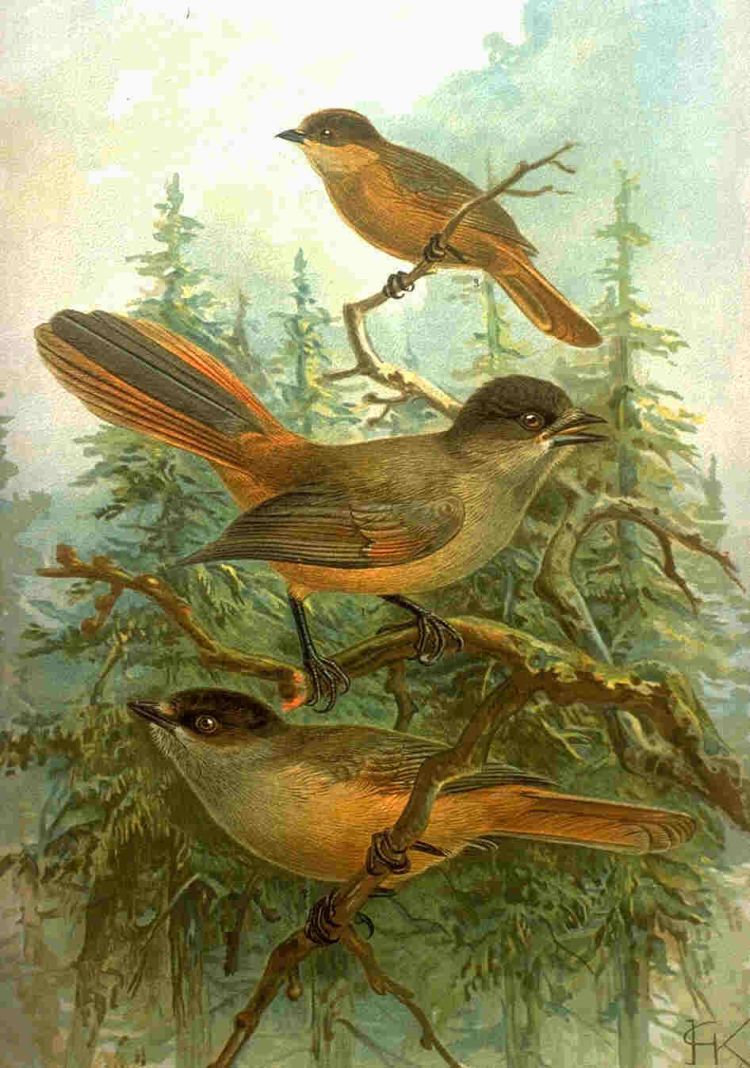
Illustration av lavskrikor från Naumanns fågelbok Naturgeschichte der Vögel Mitteleuropas från 1905.

Lavskrikan har på flera platser ansetts bringa otur. Fågelns vetenskapliga namn är Perisoreus infaustus, som ordagrant betyder "Olycksbringande pratmakare". På tyska heter arten Unglückshäher (olycksskrika). Folksägen säger att lavskrikan kunde höra vittran och det underjordiska, och att den inte lät skogsfågelfällorna vara ifred. Ifall en lavskrika sköts blev vapnet obrukbart.
Lavskrikan fick sitt vetenskapliga namn 1819. Linnés lärjunge, doktor Johan Otto Hagström, skrev detta från sin resa i Jämtland 1749:
| ” | Om en skytt möter fågeln rökiuxan uti skogen, så skal han omöjligen få skiuta något djur den dagen. Om en resande råkar få se samma olyksfågel rökiuxan, så händer honom något ledsamt om dagen. | „ |
| – Jemtlands Oeconomiska Beskriftning eller Känning, I akt tagen på en resa om sommaren 1749 af Joh.Otto Hagström. M.D., Stockholm | |   |

I vissa trakter sågs lavskrikan tvärtom som lyckofågel. Jägaren som stötte på "koxiken" kunde vara säker på att få byte under sin jakt. Det finns nedtecknat i Västernorrlands län.

### Namn
Trivialnamnet "lavskrika" nämns första gången runt 1730. Enligt Ivar Hortling har "lav" i namnet ett dubbelt ursprung. Dels att fågeln använder lav i sitt bobygge, dels att den klänger som lav på träden. En annan förklaring är att den uppträder i lavrika biotoper.
Fågeln har haft många lokala och dialektala namn. I Sveriges nordligare delar har den i vardagligt tal ofta kallats fläskolle på grund av dess vana att söka sig till människor i skogen (vid lägerelden) och gärna låta sig utspisas med det fläsk som människorna eventuellt ger den. På pitemål kallas den röoll ("rödolle"), på arjeplogsmål guaxick och i Malå, Sorsele och Arvidsjaur kallas den gvoxik. Dessa senare benämningar härstammar från sydsamiskans, närmare bestämt umesamiskans, guoksege. I flera äldre lokala namn har den haft sufixet "bläddra" eller "fladdra", som furubläddra och  furufladdra, som refererar till något slarvig, fladdrigt som "ränner runt". Andra namn bygger på dess läte och kallar den därför "katta", som lavkatta eller rödkatta och ytterligare andra bygger på färgen "röd", som rödkoxik, rödtjuxa, rödfola, rödfågel och skogsrödstjärt. Andra kopplar den till sin geografiska utbredning och till samerna med namn som lappskata, lappskjåra och renfågel.
I Jämtland kallas den röutjöx vilket fick Linné att benämna den rökiuxan. I Härjedalen kallas den "tâlgtjykkse". Andra dialektala namn är enskrika, köxiken, koxiken, koksika, skogskärring, rödolle, latjoxa och skogsmor.